# La Viña (ort i Argentina, Catamarca)
La Viña är en ort i Argentina.   Den ligger i provinsen Catamarca, i den norra delen av landet, 1 000 km nordväst om huvudstaden Buenos Aires. La Viña ligger 602 meter över havet och antalet invånare är 162.
Terrängen runt La Viña är kuperad åt sydväst, men åt nordost är den platt. Närmaste större samhälle är Los Altos, 9,6 km öster om La Viña.
I omgivningarna runt La Viña växer i huvudsak lövfällande lövskog. Runt La Viña är det mycket glesbefolkat, med 5 invånare per kvadratkilometer.